# Frankrijk op het Europees kampioenschap voetbal 2008
Frankrijk is een van de deelnemende landen op het Europees kampioenschap voetbal 2008 in Zwitserland en Oostenrijk. Het is de zevende deelname voor het land. Op het vorige EK in Portugal (in 2004) werd Frankrijk in de kwartfinale al uitgeschakeld door Grieks voetbalelftal. Angelos Charisteas zorgde in de 65e minuut voor een sensatie door het enige doelpunt van de wedstrijd te maken en daarmee Frankrijk, dat favoriet voor de zege was, naar huis te sturen.

## Kwalificatie
Frankrijk was een van de 52 leden van de UEFA die zich inschreef voor de kwalificatie voor het EK 2008. Twee van die leden, Zwitserland en Oostenrijk, waren als organiserende landen al geplaatst. Frankrijk werd als groepshoofd ingedeeld in groep B, samen met Italië (uit pot 2), Oekraïne (uit pot 3), Schotland (uit pot 4), Litouwen (uit pot 5), Georgië (uit pot 6) en Faeröer (uit pot 7). De nummers 1 en 2 uit elke poule kwalificeerde zich direct voor het Europees Kampioenschap.
Frankrijk kwalificeerde zich voor het EK, maar niet zonder moeite, gezien het gelijkspel in de uitwedstrijden tegen Italië en Oekraïne. Ondanks dat het twee keer verloor van Schotland werd het op de eennalaatste nog spannend, want bij een gelijkspel tussen Italië en Schotland zou Frankrijk zich niet plaatsen. Door de overwinning van Italië in Schotland, plaatste Frankrijk zich dan toch voor het EK. Spits Thierry Henry werd met 6 doelpunten topscorer voor Frankrijk in de kwalificatie.

### Kwalificatieduels
| 2 september 2006  | Georgië   | 0 – 3 | Frankrijk |
| 6 september 2006  | Frankrijk | 3 – 1 | Italië    |
| 7 oktober 2006    | Schotland | 1 – 0 | Frankrijk |
| 11 oktober 2007   | Frankrijk | 5 – 0 | Faeröer   |
| 24 maart 2007     | Litouwen  | 0 – 1 | Frankrijk |
| 2 juni 2007       | Frankrijk | 2 – 0 | Oekraïne  |
| 6 juni 2007       | Frankrijk | 1 – 0 | Georgië   |
| 8 september 2007  | Italië    | 0 – 0 | Frankrijk |
| 12 september 2007 | Frankrijk | 0 – 1 | Schotland |
| 13 oktober 2007   | Faeröer   | 0 – 6 | Frankrijk |
| 17 november 2007  | Frankrijk | 2 – 0 | Litouwen  |
| 21 november 2007  | Oekraïne  | 2 – 2 | Frankrijk |

### Eindstand groep B
| Land      | Wed | Win | Gel | Ver | DV | DT | +/- | Pnt |
| --------- | --- | --- | --- | --- | -- | -- | --- | --- |
| Italië    | 12  | 9   | 2   | 1   | 22 | 9  | 13  | 29  |
| Frankrijk | 12  | 8   | 2   | 2   | 25 | 5  | 20  | 26  |
| Schotland | 12  | 8   | 0   | 4   | 21 | 12 | 9   | 24  |
| Oekraïne  | 12  | 5   | 2   | 5   | 18 | 16 | 2   | 17  |
| Litouwen  | 12  | 5   | 1   | 6   | 11 | 13 | -2  | 16  |
| Georgië   | 12  | 3   | 1   | 8   | 16 | 19 | -3  | 10  |
| Faeröer   | 12  | 0   | 0   | 12  | 4  | 43 | -39 | 0   |

## Het Europees kampioenschap
Frankrijk werd bij de loting op 2 december 2007 ingedeeld in groep C. In deze groep werden Nederland (uit pot 1), overwinnaar in de WK finale Italië (uit pot 2) en Roemenië (uit pot 3) toegevoegd. Door deze sterke loting wordt de groep ook wel "de Groep des Doods" genoemd.

### Groep C
| Land      | Wed | Win | Gel | Ver | DV | DT | +/− | Pnt |
| --------- | --- | --- | --- | --- | -- | -- | --- | --- |
| Nederland | 3   | 3   | 0   | 0   | 9  | 1  | +8  | 9   |
| Italië    | 3   | 1   | 1   | 1   | 3  | 4  | -1  | 4   |
| Roemenië  | 3   | 0   | 2   | 1   | 1  | 3  | -2  | 2   |
| Frankrijk | 3   | 0   | 1   | 2   | 1  | 6  | -5  | 1   |

## Selectie en statistieken
| No. | Naam                | Club                | Positie      | W |   |   | D | A |   |   |   |
| --- | ------------------- | ------------------- | ------------ | - | - | - | - | - | - | - | - |
| 1   | Steve Mandanda      | Marseille           | Doelman      | 0 | 0 | 0 | 0 | 0 | 0 | 0 | 0 |
| 2   | Jean-Alain Boumsong | Olympique Lyon      | Verdediger   | 1 | 1 | 0 | 0 | 0 | 1 | 0 | 0 |
| 3   | Éric Abidal         | FC Barcelona        | Verdediger   | 2 | 0 | 0 | 0 | 0 | 0 | 0 | 1 |
| 4   | Patrick Vieira      | Internazionale      | Middenvelder | 0 | 0 | 0 | 0 | 0 | 0 | 0 | 0 |
| 5   | William Gallas      | Arsenal FC          | Verdediger   | 3 | 0 | 0 | 0 | 0 | 0 | 0 | 0 |
| 6   | Claude Makélélé     | Chelsea FC          | Middenvelder | 3 | 0 | 0 | 0 | 0 | 1 | 0 | 0 |
| 7   | Florent Malouda     | Chelsea FC          | Middenvelder | 2 | 0 | 1 | 0 | 0 | 0 | 0 | 0 |
| 8   | Nicolas Anelka      | Chelsea FC          | aanvaller    | 3 | 2 | 1 | 0 | 0 | 0 | 0 | 0 |
| 9   | Karim Benzema       | Olympique Lyon      | aanvaller    | 2 | 0 | 1 | 0 | 0 | 0 | 0 | 0 |
| 10  | Sidney Govou        | Olympique Lyon      | aanvaller    | 2 | 0 | 2 | 0 | 0 | 1 | 0 | 0 |
| 11  | Samir Nasri         | Olympique Marseille | aanvaller    | 2 | 2 | 1 | 0 | 0 | 0 | 0 | 0 |
| 12  | Thierry Henry       | FC Barcelona        | aanvaller    | 2 | 0 | 0 | 1 | 0 | 1 | 0 | 0 |
| 13  | Patrice Evra        | Manchester United   | Verdediger   | 2 | 0 | 0 | 0 | 0 | 1 | 0 | 0 |
| 14  | François Clerc      | Olympique Lyon      | Verdediger   | 1 | 0 | 0 | 0 | 0 | 0 | 0 | 0 |
| 15  | Lilian Thuram       | FC Barcelona        | Verdediger   | 2 | 0 | 0 | 0 | 0 | 0 | 0 | 0 |
| 16  | Sébastien Frey      | ACF Fiorentina      | Doelman      | 0 | 0 | 0 | 0 | 0 | 0 | 0 | 0 |
| 17  | Sébastien Squillaci | Olympique Lyon      | Verdediger   | 0 | 0 | 0 | 0 | 0 | 0 | 0 | 0 |
| 18  | Bafétimbi Gomis     | AS Saint-Étienne    | aanvaller    | 2 | 2 | 0 | 0 | 0 | 0 | 0 | 0 |
| 19  | Willy Sagnol        | FC Bayern München   | Verdediger   | 2 | 0 | 0 | 0 | 1 | 1 | 0 | 0 |
| 20  | Jérémy Toulalan     | Olympique Lyon      | Middenvelder | 3 | 0 | 0 | 0 | 0 | 1 | 0 | 0 |
| 21  | Lassana Diarra      | Portsmouth FC       | Middenvelder | 0 | 0 | 0 | 0 | 0 | 0 | 0 | 0 |
| 22  | Franck Ribéry       | FC Bayern München   | Middenvelder | 3 | 0 | 2 | 0 | 0 | 0 | 0 | 0 |
| 23  | Grégory Coupet      | Olympique Lyon      | Doelman      | 3 | 0 | 0 | 0 | 0 | 0 | 0 | 0 |

| W | Wedstrijden        |
|   | Invalbeurten       |
|   | Gewisseld          |
| D | Doelpunten         |
| A | Assists/Voorzetten |
|   | Gele kaarten       |
|   | 2 x geel = rood    |
|   | Rode kaarten       |

### Wedstrijden

#### Groepsfase
|                           |          |       |           |                                                                                         |
| 9 juni 2008 18:00 (UTC+2) | Roemenië | 0 – 0 | Frankrijk | Letzigrund, Zürich Toeschouwers: 30.585 Scheidsrechter: Manuel Mejuto González (Spanje) |
| 9 juni 2008 18:00 (UTC+2) | Verslag  |       |           | Letzigrund, Zürich Toeschouwers: 30.585 Scheidsrechter: Manuel Mejuto González (Spanje) |

| Roemenië | Frankrijk |

| Roemenië:      |    |                |       |     |
|                |    |                |       |     |
| GK             | 1  | Bogdan Lobonț  |       |     |
| RB             | 2  | Cosmin Contra  | 40'   |     |
| CB             | 4  | Gabriel Tamaș  |       |     |
| CB             | 15 | Dorin Goian    | 43'   | 43' |
| LB             | 3  | Răzvan Raț     |       |     |
| RM             | 11 | Răzvan Cociș   | 64'   |     |
| CM             | 6  | Mirel Rădoi    | 90+3' |     |
| LM             | 5  | Cristian Chivu |       |     |
| RW             | 16 | Bănel Nicoliță |       |     |
| CF             | 21 | Daniel Niculae | 27'   |     |
| LW             | 10 | Adrian Mutu    | 78'   |     |
| Wisselspelers: |    |                |       |     |
| MF             | 8  | Paul Codrea    | 64'   |     |
| FW             | 18 | Marius Niculae | 78'   |     |
| MF             | 20 | Nicolae Dică   | 90+3' |     |
| Coach:         |    |                |       |     |
| Victor Pițurcă |    |                |       |     |

| Frankrijk:       |    |                 |     |
|                  |    |                 |     |
| GK               | 23 | Grégory Coupet  |     |
| RB               | 19 | Willy Sagnol    | 51' |
| CB               | 15 | Lilian Thuram   |     |
| CB               | 5  | William Gallas  |     |
| LB               | 3  | Éric Abidal     |     |
| RW               | 22 | Franck Ribéry   |     |
| CM               | 20 | Jérémy Toulalan |     |
| CM               | 6  | Claude Makélélé |     |
| LW               | 7  | Florent Malouda |     |
| CF               | 8  | Nicolas Anelka  | 72' |
| CF               | 9  | Karim Benzema   | 78' |
| Wisselspelers:   |    |                 |     |
| FW               | 18 | Bafétimbi Gomis | 72' |
| MF               | 11 | Samir Nasri     | 78' |
| Coach:           |    |                 |     |
| Raymond Domenech |    |                 |     |

Man van de wedstrijd:

 Claude Makélélé

|                            |                                                   |         |           |                                                                                       |
| 13 juni 2008 20:45 (UTC+2) | Nederland                                         | 4 – 1   | Frankrijk | Stade de Suisse, Bern Toeschouwers: 30.777 Scheidsrechter: Herbert Fandel (Duitsland) |
| 13 juni 2008 20:45 (UTC+2) | Kuijt 9' Van Persie 59' Robben 72' Sneijder 90+2' | Verslag | 71' Henry | Stade de Suisse, Bern Toeschouwers: 30.777 Scheidsrechter: Herbert Fandel (Duitsland) |

| Nederland | Frankrijk |

| Nederland:       |    |                          |     |
|                  |    |                          |     |
| GK               | 1  | Edwin van der Sar        |     |
| RB               | 21 | Khalid Boulahrouz        |     |
| CB               | 2  | André Ooijer             | 51' |
| CB               | 4  | Joris Mathijsen          |     |
| LB               | 5  | Giovanni van Bronckhorst |     |
| CM               | 17 | Nigel de Jong            |     |
| CM               | 8  | Orlando Engelaar         | 46' |
| RW               | 18 | Dirk Kuijt               | 55' |
| AM               | 23 | Rafael van der Vaart     | 78' |
| LW               | 10 | Wesley Sneijder          |     |
| CF               | 9  | Ruud van Nistelrooy      |     |
| Wisselspelers:   |    |                          |     |
| FW               | 11 | Arjen Robben             | 46' |
| FW               | 7  | Robin van Persie         | 55' |
| DF               | 14 | Wilfred Bouma            | 78' |
| Coach:           |    |                          |     |
| Marco van Basten |    |                          |     |

| Frankrijk:       |    |                 |     |
|                  |    |                 |     |
| GK               | 23 | Grégory Coupet  |     |
| RB               | 19 | Willy Sagnol    |     |
| CB               | 15 | Lilian Thuram   |     |
| CB               | 5  | William Gallas  |     |
| LB               | 13 | Patrice Evra    |     |
| RW               | 10 | Sidney Govou    | 75' |
| CM               | 20 | Jérémy Toulalan | 82' |
| CM               | 6  | Claude Makélélé | 32' |
| LW               | 7  | Florent Malouda | 60' |
| AM               | 22 | Franck Ribéry   |     |
| CF               | 12 | Thierry Henry   |     |
| Wisselspelers:   |    |                 |     |
| FW               | 18 | Bafétimbi Gomis | 60' |
| FW               | 8  | Nicolas Anelka  | 75' |
| Coach:           |    |                 |     |
| Raymond Domenech |    |                 |     |

Man van de wedstrijd:

 Wesley Sneijder

|                            |           |         |                               |                                                                                  |
| 17 juni 2008 20:45 (UTC+2) | Frankrijk | 0 – 2   | Italië                        | Letzigrund, Zürich Toeschouwers: 30.585 Scheidsrechter: Ľuboš Micheľ (Slowakije) |
| 17 juni 2008 20:45 (UTC+2) |           | Verslag | 25' (pen.) Pirlo 62' De Rossi | Letzigrund, Zürich Toeschouwers: 30.585 Scheidsrechter: Ľuboš Micheľ (Slowakije) |

| Frankrijk | Italië |

| Frankrijk:       |    |                     |         |
|                  |    |                     |         |
| GK               | 23 | Grégory Coupet      |         |
| RB               | 14 | François Clerc      |         |
| CB               | 5  | William Gallas      |         |
| CB               | 3  | Éric Abidal         | 24'     |
| LB               | 13 | Patrice Evra        | 18'     |
| RW               | 10 | Sidney Govou        | 47' 66' |
| CM               | 20 | Jérémy Toulalan     |         |
| CM               | 6  | Claude Makélélé     |         |
| LW               | 22 | Franck Ribéry       | 10'     |
| CF               | 9  | Karim Benzema       |         |
| CF               | 12 | Thierry Henry       | 85'     |
| Wisselspelers:   |    |                     |         |
| MF               | 11 | Samir Nasri         | 10' 26' |
| DF               | 2  | Jean-Alain Boumsong | 26' 72' |
| FW               | 8  | Nicolas Anelka      | 66'     |
| Coach:           |    |                     |         |
| Raymond Domenech |    |                     |         |

| Italië:          |    |                    |         |
|                  |    |                    |         |
| GK               | 1  | Gianluigi Buffon   |         |
| RB               | 19 | Gianluca Zambrotta |         |
| CB               | 2  | Christian Panucci  |         |
| CB               | 4  | Giorgio Chiellini  | 45+4'   |
| LB               | 3  | Fabio Grosso       |         |
| CM               | 21 | Andrea Pirlo       | 44' 55' |
| CM               | 10 | Daniele De Rossi   |         |
| CM               | 8  | Gennaro Gattuso    | 54' 82' |
| AM               | 20 | Simone Perrotta    | 64'     |
| CF               | 9  | Luca Toni          |         |
| CF               | 18 | Antonio Cassano    |         |
| Wisselspelers:   |    |                    |         |
| MF               | 13 | Massimo Ambrosini  | 55'     |
| MF               | 16 | Mauro Camoranesi   | 64'     |
| MF               | 22 | Alberto Aquilani   | 82'     |
| Coach:           |    |                    |         |
| Roberto Donadoni |    |                    |         |

Man van de wedstrijd:

 Daniele De Rossi

## Afbeeldingen

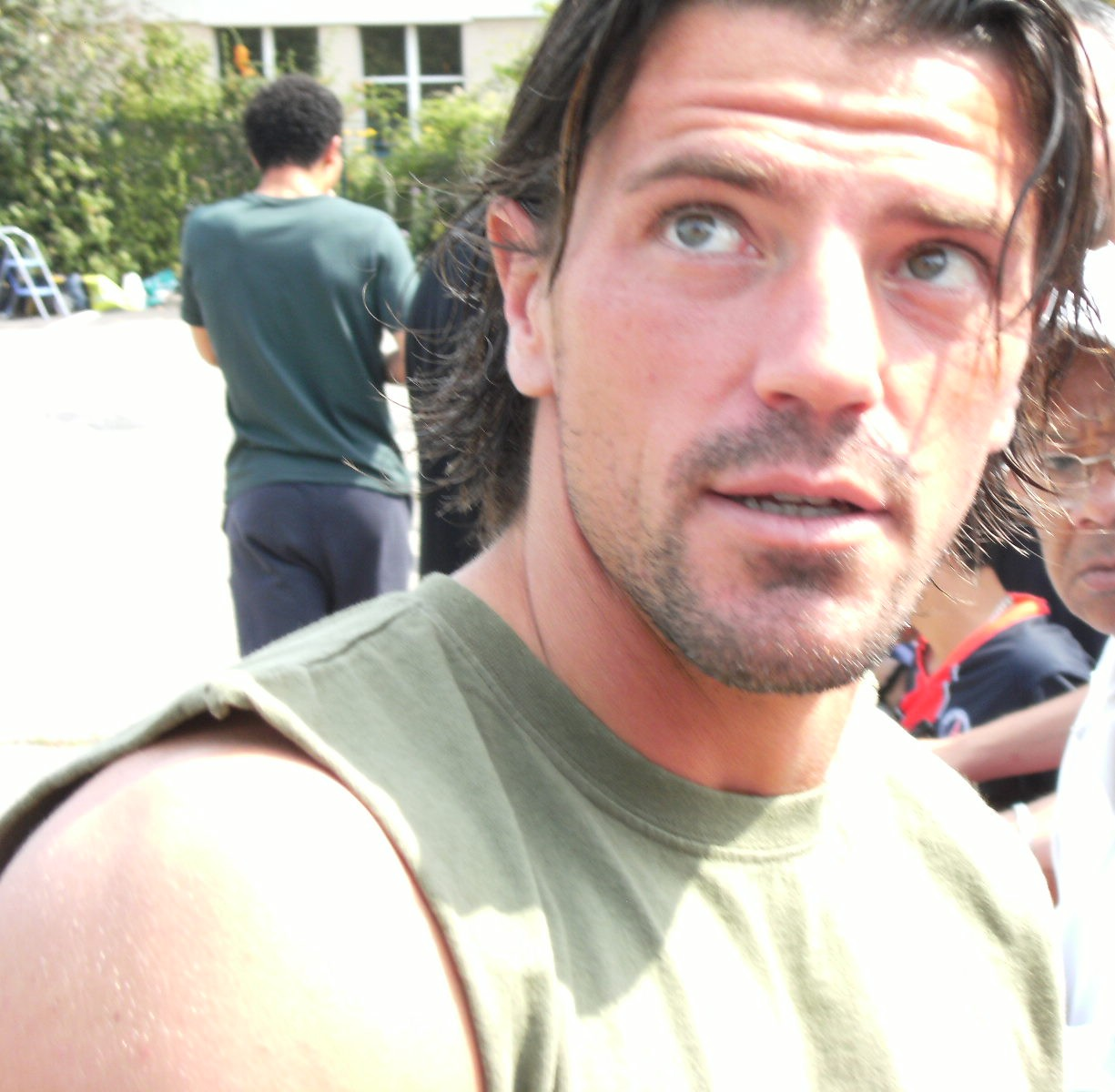
Grégory Coupet (doelman)
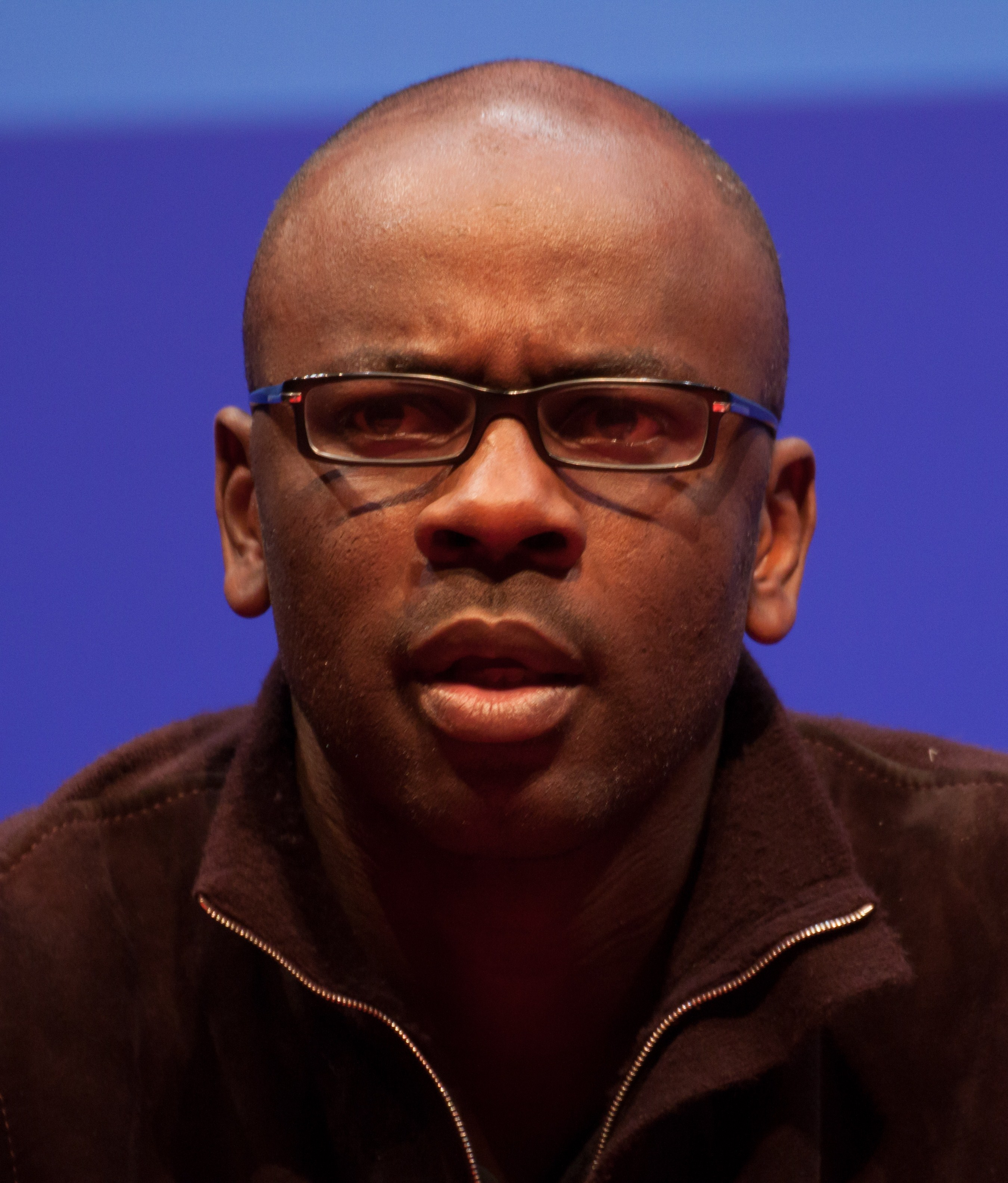
Lilian Thuram (verdediger)
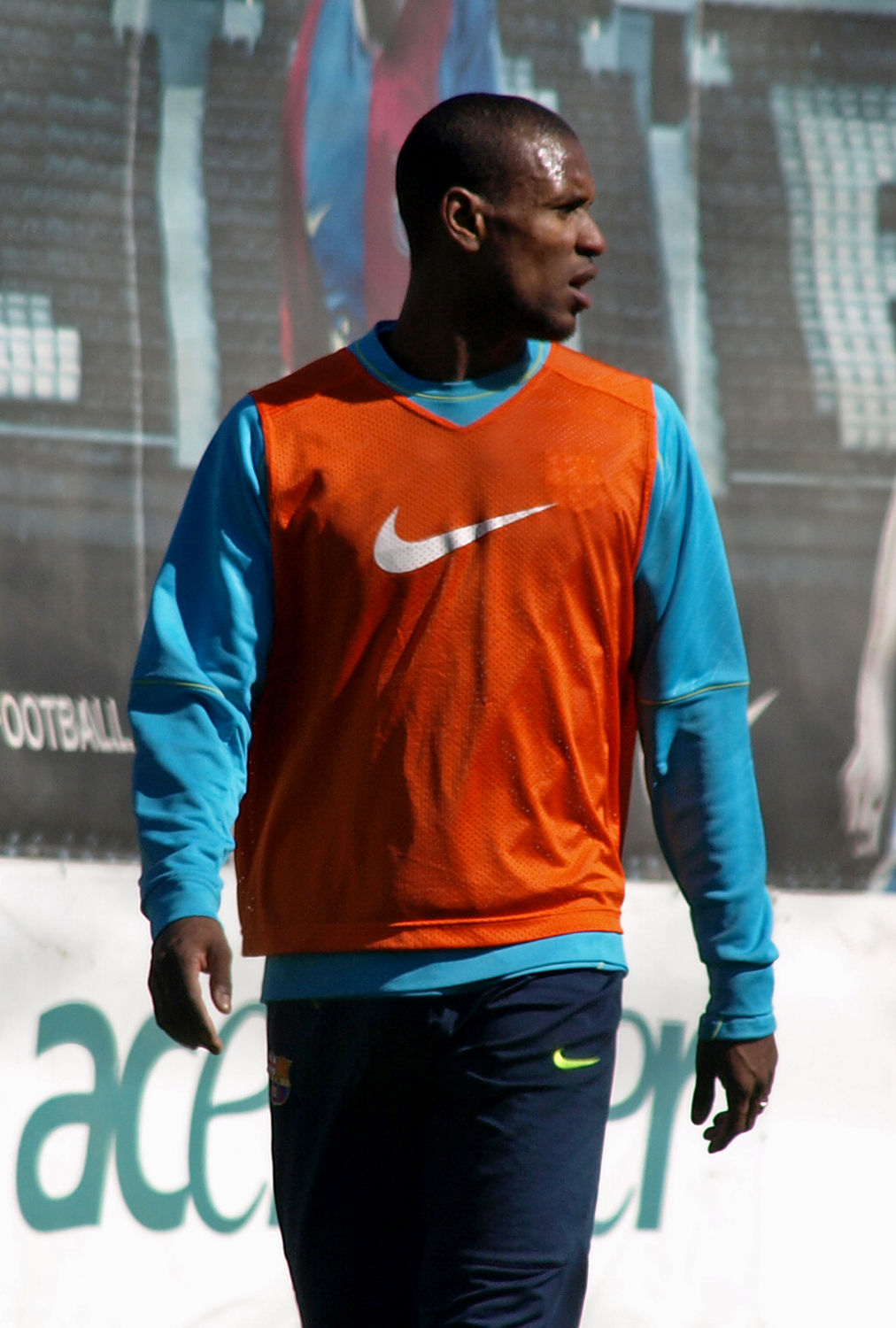
Éric Abidal (verdediger)
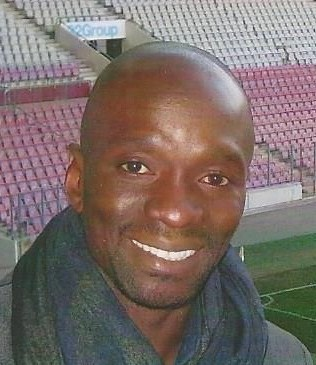
Claude Makélélé (middenvelder)
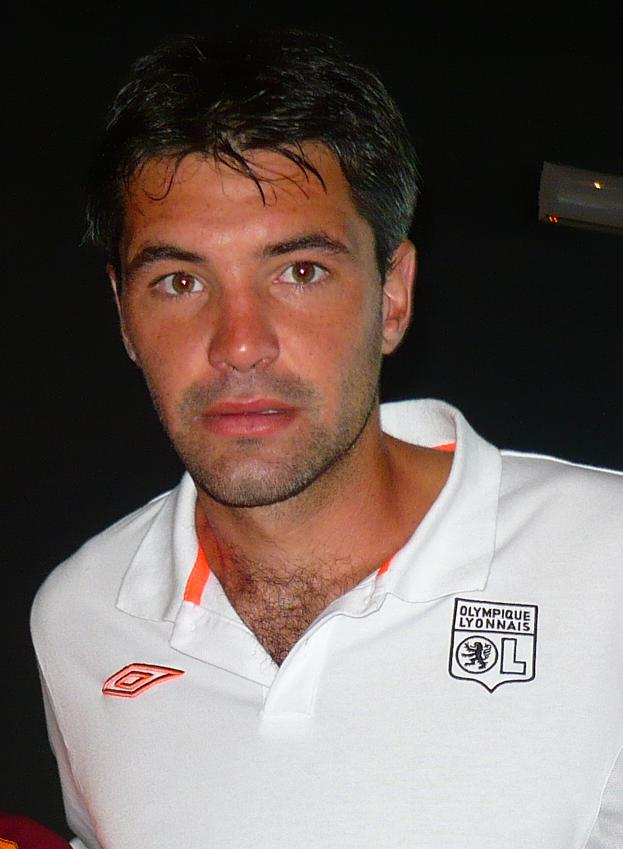
Jérémy Toulalan (middenvelder)
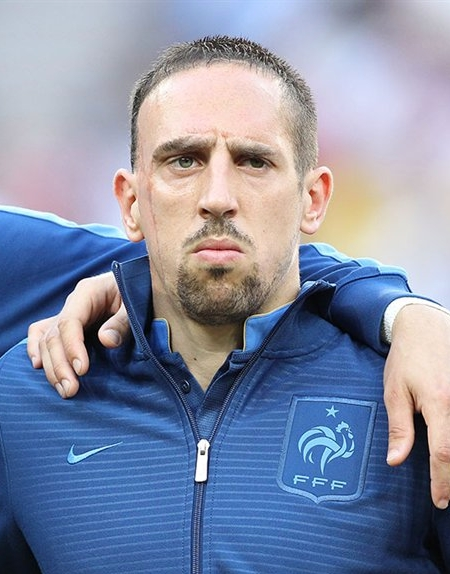
Franck Ribéry (middenvelder)
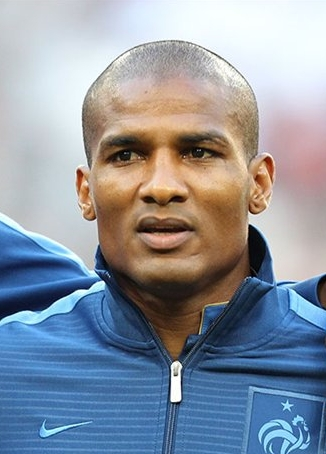
Florent Malouda (middenvelder)
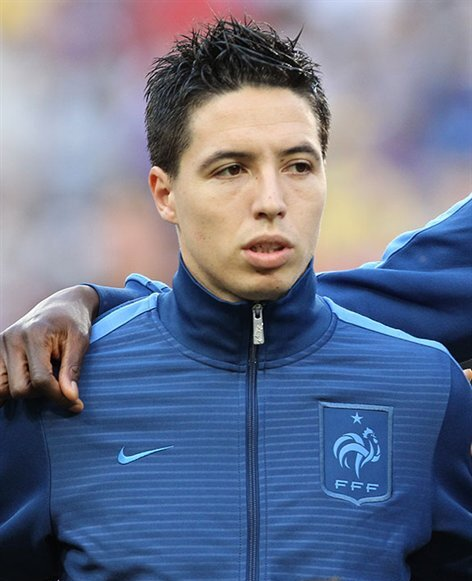
Samir Nasri (middenvelder)
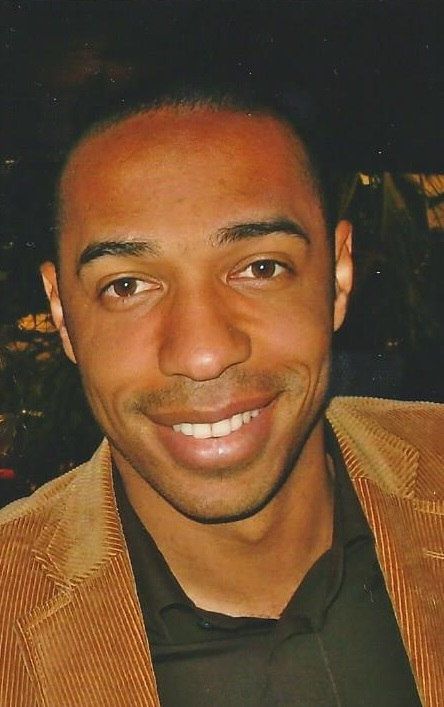
Thierry Henry (aanvaller)
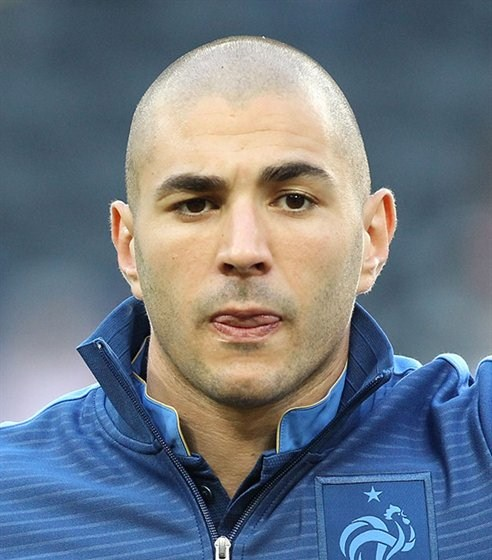
Karim Benzema (aanvaller)

Groep A:  Zwitserland ·  Tsjechië ·  Portugal ·  Turkije
Groep B:  Oostenrijk ·  Kroatië ·  Duitsland ·  Polen
Groep C:  Roemenië ·  Frankrijk ·  Nederland ·  Italië
Groep D:  Spanje ·  Rusland ·  Griekenland ·  Zweden
FFF · A-internationals · Selecties · Bondscoaches · Frans vrouwenelftal · Olympisch elftal · Frankrijk U21 · Frankrijk U20 · Frankrijk U19 · Frankrijk U18 · Frankrijk U17 · Frankrijk U16 · Vrouwen U17
1904 – 1919 ·
1920 – 1929 ·
1930 – 1939 ·
1940 – 1949 ·
1950 – 1959 ·
1960 – 1969 ·
1970 – 1979 ·
1980 – 1989 ·
1990 – 1999 ·
2000 – 2009 ·
2010 – 2019 ·
2020 – 2029
EK's: 1984 · 
1992 · 
1996 · 
2000 · 
2004 · 
2008 · 
2012 · 
2016 · 
2020 · 
2024
WK's: 1930 · 
1934 · 
1938 · 
1954 · 
1958 · 
1966 · 
1978 · 
1982 · 
1986 · 
1998 · 
2002 · 
2006 · 
2010 · 
2014 · 
2018 · 
2022
OS: 1900 · 
1908 · 
1920 · 
1924 · 
1948 · 
1952 · 
1960 · 
1968 · 
1976 · 
1984 · 
1996 · 
2020
1904 · 
1905 · 
1906 · 
1907 · 
1908 · 
1909 · 
1910 · 
1911 · 
1912 · 
1913 · 
1914 · 
1915 · 1916 · 1917 · 1918 · 
1919 · 
1920 · 
1921 · 
1922 · 
1923 · 
1924 · 
1925 · 
1926 · 
1927 · 
1928 · 
1929 · 
1930 · 
1931 · 
1932 · 
1933 · 
1934 · 
1935 · 
1936 · 
1937 · 
1938 · 
1939 · 
1940 · 1941  · 
1942 · 
1943 · 1944  · 
1945 · 
1946 · 
1947 · 
1948 · 
1949 · 
1950 · 
1951 · 
1952 · 
1953 · 
1954 · 
1955 · 
1956 · 
1957 · 
1958 · 
1959 ·
1960 · 
1961 · 
1962 · 
1963 · 
1964 · 
1965 · 
1966 · 
1967 · 
1968 · 
1969 ·
1970 · 
1971 · 
1972 · 
1973 · 
1974 · 
1975 · 
1976 · 
1977 · 
1978 · 
1979 ·
1980 · 
1981 · 
1982 · 
1983 · 
1984 · 
1985 · 
1986 · 
1987 · 
1988 · 
1989 · 
1990 · 
1991 · 
1992 · 
1993 · 
1994 · 
1995 · 
1996 · 
1997 · 
1998 · 
1999 · 
2000 · 
2001 · 
2002 · 
2003 · 
2004 · 
2005 · 
2006 · 
2007 · 
2008 · 
2009 · 
2010 · 
2011 · 
2012 · 
2013 · 
2014 · 
2015 · 
2016 · 
2017 · 
2018 ·
2019 ·
2020 ·
2021 ·
2022 ·
2023
Albanië ·
Algerije ·
Andorra ·
Argentinië ·
Armenië ·
Australië ·
Azerbeidzjan ·
België ·
Bolivia ·
Bosnië en Herzegovina ·
Brazilië ·
Bulgarije ·
Canada ·
Chili ·
China ·
Colombia ·
Costa Rica ·
Cyprus ·
Denemarken ·
Duitse Democratische Republiek ·
Duitsland ·
Ecuador ·
Egypte ·
Engeland ·
Estland ·
Faeröer ·
Finland ·
Georgië ·
Gibraltar ·
Griekenland ·
Honduras ·
Hongarije ·
Ierland ·
IJsland ·
Iran ·
Israël ·
Italië ·
Ivoorkust ·
Jamaica ·
Japan ·
Joegoslavië ·
Kameroen ·
Kazachstan ·
Koeweit ·
Kroatië ·
Letland ·
Litouwen ·
Luxemburg ·
Malta ·
Marokko ·
Mexico ·
Moldavië ·
Nederland ·
Nieuw-Zeeland ·
Nigeria ·
Noord-Ierland ·
Noorwegen ·
Oekraïne ·
Oostenrijk ·
Paraguay ·
Peru · 
Polen ·
Portugal ·
Roemenië ·
Rusland ·
Saoedi-Arabië ·
Schotland ·
Senegal ·
Servië ·
Slovenië ·
Slowakije ·
Sovjet-Unie ·
Spanje ·
Togo ·
Tsjechië ·
Tsjecho-Slowakije ·
Tunesië ·
Turkije ·
Uruguay ·
Verenigde Staten ·
Wales ·
Wit-Rusland ·
Zuid-Afrika ·
Zuid-Korea ·
Zweden ·
Zwitserland
Albanië (2016) ·
Argentinië (2018) ·
Argentinië (2022) ·
Australië (2018) · 
België (1904) · 
België (2018) · 
Brazilië (1998) · 
Brazilië (2006) · 
Denemarken (2002) · 
Denemarken (2018) ·
Duitsland (2014) · 
Duitsland (2021) · 
Ecuador (2014) · 
Engeland (1982) · 
Engeland (2012) · 
Engeland (2022) ·
Honduras (2014) · 
Hongarije (2021) · 
Italië (2000) · 
Italië (2006) · 
Italië (2008) · 
Japan (2001) · 
Kameroen (2003) · 
Koeweit (1982) · 
Kroatië (2018) · 
Marokko (2022) ·
Mexico (2010) · 
Nederland (2008) · 
Nigeria (2014) ·
Noord-Ierland (1982) · 
Oekraïne (2012) · 
Oostenrijk (1982) · 
Peru (2018) · 
Polen (1982) · 
Polen (2022) ·
Portugal (2006) · 
Portugal (2016) ·
Portugal (2021) ·
Roemenië (2008) ·
Roemenië (2016) ·
Senegal (2002) · 
Spanje (1984) ·
Spanje (2006) ·
Spanje (2012) ·
Spanje (2021) ·
Togo (2006) ·
Tsjecho-Slowakije (1982) ·
Uruguay (2002) ·
Uruguay (2010) ·
Uruguay (2018) ·
Zuid-Afrika (2010) ·
Zuid-Korea (2006) ·
Zweden (2012) ·
Zwitserland (2006) ·
Zwitserland (2014) ·
Zwitserland (2016) ·
Zwitserland (2021)